# الین شاپ کورنر (ویرجینیا)
الین شاپ کورنر، ویرجینیا (به انگلیسی: Allen Shop Corner, Virginia) یک منطقهٔ مسکونی در ایالات متحده آمریکا است که در ویرجینیا واقع شده‌است.